# غلام وفاخواه
غلام وفاخواه ، من مواليد 23 فبراير 1947م في العاصمة الإيرانية طهران، وهو لاعب كرة قدم إيراني سابق، لعب مع نادي تاج الإيراني من عام 1971م إلى سنة 1973م، كما لعب مع المنتخب الإيراني حيث خاض في 15 مباراة وسجل 4 أهداف، وشارك في دورة الألعاب الصيفية الأولمبية والتي أستضافته مدينة ميونخ الألمانية سنة 1972م.